# Zrinska gora
Zrinska gora – góra w Chorwacji, w żupanii sisacko-moslawińskiej, w pobliżu granicy z Bośnią i Hercegowiną. Najwyższy szczyt góry o nazwie Piramida wznosi się na wysokość 616 m n.p.m.. 

## Opis
Nazwa góry pochodzi od miejscowości i zamku Zrin.
Leży na terenie Banoviny, na południe od Petrinji, pomiędzy rzekami Uną a Gliną. Jest zbudowana z łupków, piaskowców i zlepieńców. Eksploatowano tu złoża cynku, ołowiu i srebra.
Na jej południowych zboczach znajdują się ruiny średniowiecznych grodów (m.in. Zrinu i Pedalj gradu). Przez jej zachodnią część przebiega droga z Gliny do bośniackiego Novego Gradu.